# Apteronotus macrolepis
Apteronotus macrolepis är en fiskart som först beskrevs av Steindachner, 1881.  Apteronotus macrolepis ingår i släktet Apteronotus och familjen Apteronotidae. Inga underarter finns listade i Catalogue of Life.